# سینتیک شیمیایی
سینتیک شیمیایی (به فرانسوی: Cinétique chimique) شاخه‌ای از علم است که به مطالعهٔ سرعت فرایندهای شیمیایی و عوامل مؤثر بر آن‌ها می‌پردازد. 

## سینتیک شیمیایی
سینتیک شیمیایی، که به عنوان سینتیک واکنش نیز شناخته شده‌است، مطالعه بر روی سرعت فرایندهای شیمیایی است.
سینتیک شیمیایی تحقیقات و بررسی‌هایی است که شرایط آزمایشگاهی گوناگون را بر سرعت یک واکنش شیمیایی توضیح می‌دهد. چراکه شرایط مختلف آزمایشگاهی از جمله دما، رطوبت و … می‌تواند بر مکانیزم واکنش و حالت‌گذار آن اثر بگذارد. همچنین سینتیک شیمیایی ساخت مدلی ریاضی از واکنش است که می‌توان به وسیلهٔ آن، ویژگی‌های یک واکنش شیمیایی را توضیح داد.

## تاریخچه
در سال ۱۸۶۴، پیتر واج (Peter Waage) و کیتو گلدبرگ (Cato Guldberg) با تدوین قانون کنش جرم، که بیانگر تناسب مقدار مواد در یک واکنش با سرعت یک واکنش شیمیایی است.
در سال ۱۸۸۴، یاکوبوس هنریکوس وانت‌هوف (Van't Hoff) دینامیک شیمیایی را مورد مطالعه قرار داد و نتایج آن را تحت عنوان "Études de dynamique chimique" منتشر کرد. وی در سال ۱۹۰۱ اولین جایزهٔ نوبل شیمی را برای «کشف قوانین دینامیک شیمیایی و فشار اسمزی در محلول‌ها» دریافت کرد.
پس از وانت هوف، سینتیک شیمیایی با تعیین آزمایشی که از آن قوانین سرعت و ثابت سرعت بدست می‌آید، سر و کار دارد. قوانین سادهٔ سرعت برای واکنش مرتبه صفر (که در آن سرعت واکنش از غلظت مستقل است)، واکنش‌های مرتبه اول و واکنش مرتبه دوم گرفته شده‌است. در واکنش‌های مرتبه اول متوالی می‌توان با تقریب حالت پایدار، قانون سرعت را ساده کرد. انرژی فعالسازی برای واکنش تجربی با استفاده از معادلهٔ آرنیوس تعیین می‌شود.
عوامل اصلی سرعت واکنش عبارتند از:
- ماهیت واکنش دهنده ها
- حالت فیزیکی واکنش دهنده
- غلظت واکنش دهنده‌ها
- درجه حرارتی که واکنش در آن رخ می‌دهد.
- کاتالیزور

گروبن (Groban) و یابلونسکی (Yablonsky) پیشنهاد دادند که دینامیک شیمیایی را به سه دوره تقسیم شود.
- اولی تحقیقات وانت هوف در زمینهٔ قوانین کلی واکنش‌های شیمیایی مربوط سینتیک به ترمودینامیک
- دومی که به نام Semenov - Hinshelwood شناخته شده‌است، بر مکانیسم‌های واکنش، به ویژه برای واکنش‌های زنجیره‌ای تأکید دارد.
- و سومی مربوط است به Aris و توصیف دقیق ریاضی شبکه‌های واکنش‌های شیمیایی

## عوامل مؤثر بر سرعت واکنش

### ماهیت واکنش دهنده‌ها
سرعت واکنش بسته به موادی که در حال واکنش هستند متفاوت است. واکنش‌های اسید/باز، تشکیل نمک‌ها و تبادل یونی معمولاً واکنش‌های سریعی هستند. هنگامی که تشکیل نیروی بین مولکولی بین مولکول ها انجام می شود و زمانی که مولکول های بزرگ تشکیل می شوند، واکنش ها کندتر می شوند.ماهیت و استحکام پیوندها در مولکول‌های واکنش‌دهنده به میزان زیادی بر سرعت تبدیل آنها به محصولات تأثیر می‌گذارد.

### حالت فیزیکی
حالت فیزیکی (جامد، مایع یا گاز) یک واکنش دهنده نیز عامل مهمی در سرعت تغییر است. هنگامی که واکنش دهنده ها در همان فاز هستند، مانند محلول های آبی، حرکت حرارتی آنها را در تماس قرار می دهد. با این حال، زمانی که آنها در فازهای جداگانه هستند، واکنش به سطح مشترک بین واکنش دهنده ها محدود می شود. واکنش فقط در ناحیه تماس آنها ممکن است رخ دهد. در مورد مایع و گاز، در سطح مایع. ممکن است برای تکمیل واکنش به تکان دادن و هم زدن شدید نیاز باشد. این بدان معنی است که هر چه یک واکنش دهنده جامد یا مایع ریزتر تقسیم شود، سطح آن در واحد حجم بیشتر می شود و تماس آن با واکنش دهنده دیگر بیشتر می شود، بنابراین واکنش سریعتر است. برای انجام یک قیاس، برای مثال، وقتی کسی آتشی را به راه می‌اندازد، از تراشه‌های چوب و شاخه‌های کوچک استفاده می‌کندو بلافاصله با کنده‌های بزرگ شروع نمی‌شود. در شیمی آلی، واکنش‌های روی آب از این قاعده مستثنی هستند که واکنش‌های همگن سریع‌تر از واکنش‌های ناهمگن اتفاق می‌افتند (آن دسته از واکنش‌هایی هستند که در آنها املاح و حلال به درستی با هم مخلوط نمی‌شوند).

### مساحت فصل مشترک جامد
در یک جامد، تنها آن ذراتی که در سطح هستند،توانایی شرکت در واکنش را دارند. با خرد کردن یک جامد به قطعات کوچکتر، سبب افزایش سطح تماس آن می شود و دفعات برخورد بین این ذرات و ذرات واکنش دهنده افزایش می یابد و بنابراین واکنش سریعتر رخ می دهد. به عنوان مثال، شربت (پودر) مخلوطی از پودر بسیار ریز اسید مالیک (یک اسید آلی ضعیف) و هیدروژن کربنات سدیم است. در تماس با بزاق دهان، این مواد شیمیایی به سرعت حل می شوند و واکنش نشان می دهند و گاز دی اکسید کربن آزاد می کنند. همچنین، تولیدکنندگان آتش بازی، سطح واکنش‌دهنده‌های جامد را برای کنترل سرعت اکسید شدن سوخت‌ها در آتش‌بازی، تغییر می‌دهند و از آن برای ایجاد اثرات متنوع استفاده می‌کنند. به عنوان مثال، آلومینیوم ریز تقسیم شده در یک پوسته به شدت منفجر می شود. اگر از قطعات بزرگ‌تر آلومینیوم استفاده شود، واکنش کندتر می‌شود.

### غلظت
این واکنش ها به دلیل برخورد گونه های واکنش دهنده است. فرکانس برخورد مولکول ها یا یون ها به غلظت آنها بستگی دارد؛هر چه مولکول ها بیشتر باشند، احتمال برخورد و واکنش آنها با یکدیگر بیشتر می شود. بنابراین، افزایش غلظت واکنش دهنده ها معمولاً منجر به افزایش متناظر در سرعت واکنش می شود، در حالی که کاهش غلظت معمولاً اثر معکوس دارد. به عنوان مثال، احتراق در اکسیژن خالص سریعتر از هوا (اکسیژن 21 درصد) اتفاق می افتد.
معادله سرعت وابستگی دقیق سرعت واکنش به غلظت واکنش دهنده ها و سایر گونه های موجود را نشان می دهد. معادله سرعت واقعی برای یک واکنش معین به صورت تجربی تعیین می شود و اطلاعاتی در مورد مکانیزم واکنش ارائه می دهد. بیان ریاضی معادله نرخ اغلب به صورت زیر بیان میشود.
{\displaystyle v={\frac {\mathrm {d} c}{\mathrm {d} t}}=k\prod _{i}c_{i}^{m_{i}}}
در این معادله  {\displaystyle k} ثابت واکنش می باشد.{\displaystyle c_{i}} غلظت مولی واکنش دهنده و {\displaystyle m_{i}} مقدار جزئی می باشد.ترتیب واکنش برای معادله نرخ/ترتیب جزئی یک واکنش دهنده را فقط می توان به صورت تجربی تعیین کرد و اغلب با استوکیومتری ضرایب آن نشان داده نمی شود.

### دما
دما معمولاً تأثیر عمده ای بر سرعت یک واکنش شیمیایی دارد. مولکول هایی که در دمای بالاتر قرار دارند انرژی حرارتی بیشتری دارند. اگرچه فرکانس برخورد در دماهای بالاتر بیشتر است، اما این به تنهایی سهم بسیار کمی در افزایش سرعت واکنش دارد. نکته مهم تر این است که نسبت مولکولهای واکنش دهنده با انرژی کافی برای واکنش (انرژی بیشتر از انرژی فعال سازیE > Ea ) به طور قابل توجهی بالاتر است و با توزیع ماکسول-بولتزمن انرژی های مولکولی به تفصیل توضیح داده شده است.
تأثیر دما بر ثابت سرعت واکنش معمولاً از معادله آرنیوس تبعیت می کند{\displaystyle k=Ae^{-E_{\rm {a}}/(RT)}}، که در آن A ضریب پیش نمایی یا ضریب A است، Ea انرژی فعال سازی، R ثابت گاز مولی و T دمای مطلق است.
در یک دمای معین، سرعت شیمیایی یک واکنش به مقدار ضریب A، مقدار انرژی فعال‌سازی و غلظت واکنش‌دهنده‌ها بستگی دارد. معمولاً واکنش های سریع به انرژی های فعال سازی نسبتاً کمی نیاز دارند.
"قاعده سرانگشتی" که سرعت واکنش های شیمیایی به ازای هر 10 درجه سانتیگراد افزایش دما دو برابر می شود، یک تصور غلط رایج است. این ممکن است از مورد خاص سیستم های بیولوژیکی تعمیم یافته باشد، که در آن α (ضریب دما) اغلب بین 1.5 و 2.5 است.
سینتیک واکنش های سریع را می توان با روش پرش دما مطالعه کرد. این شامل استفاده از افزایش شدید دما و مشاهده زمان استراحت بازگشت به تعادل است. یک شکل خاص از دستگاه پرش دما یک لوله شوک است که می تواند به سرعت دمای گاز را بیش از 1000 درجه افزایش دهد.

### کاتالیزورها
کاتالیزور ماده ای است که سرعت یک واکنش شیمیایی را تغییر می دهد اما پس از آن ماهیت شیمیایی بدون تغییر باقی می ماند. کاتالیزور سرعت واکنش را با ارائه یک مکانیزم واکنش جدید، افزایش می دهد تا با انرژی فعال سازی کمتری رخ دهد. در اتوکاتالیز یک محصول واکنش خود کاتالیزوری برای آن واکنش است که منجر به بازخورد مثبت می شود. یک کاتالیزور بر موقعیت تعادل تأثیر نمی گذارد، زیرا کاتالیزور واکنش های عقب و جلو را به طور مساوی سرعت می بخشد.
در مولکول‌های آلی خاص، جانشین‌های خاص می‌توانند بر سرعت واکنش در مشارکت گروه همسایه تأثیر بگذارند.

### فشار
افزایش فشار در یک واکنش گازی باعث افزایش تعداد برخورد بین واکنش دهنده ها و افزایش سرعت واکنش می شودو به این دلیل است که فعالیت یک گاز با فشار جزئی گاز نسبت مستقیم دارد. فرآیند تاثیر فشار بر سرعت مشابه اثر افزایش غلظت یک محلول می باشد.
علاوه بر اثر مستقیم جرم، ضرایب نرخ خود می توانند به دلیل فشار تغییر کنند. ضرایب سرعت و محصولات بسیاری از واکنش‌های فاز گازی در دمای بالا، اگر گاز بی‌اثر به مخلوط اضافه شود، تغییر می‌کند. تغییرات در این اثر، سقوط و فعال سازی شیمیایی نامیده می شود. این پدیده‌ها به دلیل واکنش‌های گرمازا سریع‌تر از انتقال حرارت رخ می‌دهند و باعث می‌شوند مولکول‌های واکنش‌دهنده دارای توزیع انرژی غیر گرمایی (توزیع غیر بولتزمن) باشند. افزایش فشار باعث افزایش سرعت انتقال حرارت بین مولکول های واکنش دهنده و بقیه سیستم می شود و این اثر را کاهش می دهد.
ضرایب سرعت فاز متراکم نیز می تواند تحت تأثیر فشار قرار گیرد، اگرچه فشارهای نسبتاً بالایی برای یک اثر قابل اندازه گیری مورد نیاز است زیرا یون ها و مولکول ها خیلی قابل تراکم نیستند. این اثر اغلب با استفاده از سندان الماس مورد مطالعه قرار می گیرد.
سینتیک یک واکنش را می توان با رویکرد پرش فشار نیز مطالعه کرد. این شامل ایجاد تغییرات سریع در فشار و مشاهده زمان استراحت بازگشت به تعادل است.

### جذب نور
انرژی فعال سازی برای یک واکنش شیمیایی می تواند زمانی تامین شود که یک مولکول واکنش دهنده نور با طول موج مناسب را جذب کرده و به حالت برانگیخته ارتقا یابد. مطالعه واکنش‌های آغاز شده توسط نور، فتوشیمی نامیده می شوند که یکی از نمونه‌های برجسته آن فتوسنتز است.

## روش های تجربی
تعیین تجربی سرعت واکنش شامل اندازه گیری چگونگی تغییر غلظت واکنش دهنده ها یا محصولات در طول زمان است. به عنوان مثال، غلظت یک واکنش دهنده را می توان با اسپکتروفتومتری در یک طول موج اندازه گیری کرد که هیچ واکنش دهنده یا محصول دیگری در سیستم، نور را جذب نمی کند.
برای واکنش هایی که حداقل چند دقیقه طول می کشد، می توان مشاهدات را پس از مخلوط شدن واکنش دهنده ها در دمای مورد نظر آغاز کرد.

### واکنش های سریع
برای واکنش‌های سریع‌تر، زمان لازم برای مخلوط کردن واکنش‌دهنده‌ها و رساندن آنها به دمای مشخص ممکن است قابل مقایسه یا طولانی‌تر از نیمه عمر واکنش باشد. روش های ویژه برای شروع واکنش های سریع بدون مرحله اختلاط آهسته عبارتند از
- روش‌های جریان متوقف شده، که می‌توانند زمان اختلاط را تا حدود یک میلی‌ثانیه کاهش دهند[۲][۳][۴] روش‌های جریان متوقف شده دارای محدودیت هستند، به عنوان مثال، ما باید زمان اختلاط گازها یا محلول‌ها را در نظر بگیریم. اگر نیمه عمر کمتر از یک صدم ثانیه باشد مناسب نیست.
- روش‌های آرام‌سازی شیمیایی مانند جهش دما و پرش فشار، که در آن یک سیستم از پیش مخلوط شده در ابتدا در حالت تعادل با افزایش دمای سریع یا کاهش فشار مختل می‌شود به طوری که دیگر در حالت تعادل نیست و به حالت تعادل باز می‌گردد.[۲][۵][۶][۷] به عنوان مثال، این روش برای مطالعه خنثی سازی H3O+ + OH− با نیمه عمر 1 میکرو ثانیه یا کمتر در شرایط عادی استفاده شده است.[۲][۷]
- جرقه فوتولیز، که در آن یک پالس لیزر گونه‌های بسیار هیجان‌انگیزی مانند رادیکال‌های آزاد تولید می‌کند.[۴][۸][۹][۱۰]

## کاربردها و مدل‌ها
مدل‌های ریاضی که توسط دانشمندان و مهندسان شیمی برای توصیف سینتیک واکنش شیمیایی ارائه شده‌است، برای درک بهتر فرایندهای شیمیایی مانند تجزیه مواد غذایی، رشد میکروارگانیسم‌ها، تجزیه استراتوسفری و شیمی پیچیدهٔ سیستم‌های بیولوژیکی به کار می‌رود. این مدل‌ها همچنین می‌تواند برای اصلاح رآکتورهای شیمیایی، بهینه‌سازی بازده، از بین بردن محصولات زیان‌آور برای محیط زیست و … استفاده شود.

### روش های عددی
در برخی موارد، معادلات به صورت تحلیلی غیرقابل حل هستند، اما در صورت ارائه مقادیر داده، می توان آنها را با استفاده از روش های عددی حل کرد. دو روش مختلف برای انجام این کار وجود دارد، با استفاده از برنامه های نرم افزاری یا روش های ریاضی مانند روش اویلر. نمونه‌هایی از نرم‌افزارهای سینتیک شیمیایی عبارتند از: 1) Tenua، یک برنامه جاوا که واکنش‌های شیمیایی را به صورت عددی شبیه‌سازی می‌کند و امکان مقایسه شبیه‌سازی با داده‌های واقعی را فراهم می‌کند، 2) کدگذاری پایتون برای محاسبات و تخمین‌ها و 3) کامپایلر نرم‌افزار Kintecus برای مدل‌سازی، رگرسیون، برازش. و واکنش ها را بهینه کنید.
-ادغام عددی: برای یک واکنش مرتبه 1 A → B
معادله دیفرانسیل واکنش دهنده A به صورت زیر است:
{\displaystyle {\frac {d{\ce {[A]}}}{dt}}=-k{\ce {[A]}}}
همچنین می توان آن را به صورت زیر بیان کرد:
{\displaystyle {\frac {d{\ce {[A]}}}{dt}}=f(t,{\ce {[A]}})}
که مانند {\displaystyle y'=f(x,y)} می باشد.
برای حل معادلات دیفرانسیل با روش های اویلر و رانگ کوتا باید مقادیر اولیه را داشته باشیم.
- روش اویلر : ساده اما نادرست.

هر نقطه از {\displaystyle y'=f(x,y)} همانند {\displaystyle y'={\frac {dy}{dx}}} می باشد.
ما می توانیم دیفرانسیل ها را با افزایش های گسسته تقریب بزنیم:
{\displaystyle y'={\frac {dy}{dx}}\approx {\frac {\Delta y}{\Delta x}}={\frac {y(x+\Delta x)-y(x)}{\Delta x}}}
قسمت مجهول معادله y(x+Δx) است که اگر داده های مقادیر اولیه را داشته باشیم می توان آن را پیدا کرد.
- روش رانگ-کوتا( Runge-Kutta): از روش اویلر دقیق تر است. در این روش یک شرط اولیه لازم است:y = y0 در x = x0.مشکل پیدا کردن مقدار y وقتی است x = x0 + h وقتی که  h  یک عدد ثابت می باشد.

می توان به صورت تحلیلی نشان داد که مرتبه در آن لحظه منحنی از طریق (x0, y0) با فرمول مرتبه سوم رانگ کوتا داده می شود.
در معادلات معمولی مرتبه اول، روش رانگ-کوتا از یک مدل ریاضی استفاده می کند که رابطه بین دما و سرعت واکنش را نشان می دهد. محاسبه سرعت واکنش در دماهای مختلف برای غلظت های مختلف ارزش دارد. معادله بدست آمده عبارت است از: {\displaystyle dr/dt=R/T+r\Delta H^{\circ }/RT^{2}}
- روش‌ تصادفی: احتمالات قوانین نرخ دیفرانسیل و ثابت‌های جنبشی. در یک واکنش تعادلی با ثابت سرعت مستقیم و معکوس، تبدیل از A به B به جای B به A آسان تر است.

در مورد محاسبات احتمال، در هر زمان یک عدد تصادفی را انتخاب می کند تا با یک آستانه مقایسه شود تا بداند آیا واکنش از A به B انجام می شود یا برعکس.